# Éric Vigouroux
Pour les articles homonymes, voir Vigouroux.
Pas d'image ? Cliquez ici
Éric Vigouroux, né le 15 août 1965 à Le Puy-en-Velay (Haute-Loire),, est un pilote français de rallye-raid.

## Biographie
En avril 2000, Éric Vigouroux est copilote d'Estelle Hallyday lors du Rallye de Tunisie.
En 2009, il déménage à San Diego en Californie pour participer à des Baja 1000 dans les déserts américains.
En 2010, l'ancien ponot porte secours à son concurrent direct Jean-Louis Schlesser pendant le Rallye des Pharaons, qui n'avait pourtant pas fait de même quatre ans avant, dans la situation inverse sur le rallye Dakar. La presse salue la sportivité d'Éric Vigouroux et de son coéquipier Alexandre Winocq.

## 2024: La croisière verte
Cent ans après l'expédition « la croisière noire », la première traversée de l'Afrique (du nord au sud) imaginée et organisée par André Citroën avec huit autochenilles à essence, l’équipe d’Éric Vigouroux se lance cette fois-ci avec quatre petites Citroën Ami électriques, adaptées pour cette aventure.
Près d’une vingtaine de pays seront traversés, avec ses voiturettes qui peuvent tenir 80 kilomètres avec une charge, leur capacité étant toutefois augmentée pour tenir 300 kilomètres. Elles sont également équipées de panneaux solaires pour récupérer de l’énergie. Les rechargements se feront dans des centrales d’énergies renouvelables. L’objectif est d'effectuer le trajet en moins de trois mois, malgré une vitesse relativement faible de 45 km/h.
Le 28 octobre 2024, soutenu par Henri-Jacques Citroën, gardien de la mémoire familiale de la marque aux chevrons, Éric Vigouroux, Antonia de Roissard, Alexandre Winocq (son ancien copilote) et le Néerlandais Maarten van Pel s'élanceront de Ouarzazate au Maroc pour une périple de 14 000 km,,.

## Vie privée
Éric Vigouroux est marié. Avec son épouse, ils ont trois filles Lucile, Romane et Zoé et un fils Maxence.

## Palmarès

### Résultats au Paris-Dakar
| Année | Catégorie | Constructeur        | Position          | Copilote         |
| ----- | --------- | ------------------- | ----------------- | ---------------- |
| 1999  | Moto      | Yamaha              | Abd.              |                  |
| 2000  | Moto      | Yamaha              | 84e               |                  |
| 2001  | Auto      | Ford                | 37e               | Marcel Micquiaux |
| 2003  | Auto      | Chevrolet Silverado | 14e               | Alexandre Winocq |
| 2004  | Auto      | Chevrolet Silverado | 26e               | Alexandre Winocq |
| 2005  | Auto      | Chevrolet Silverado | 51e               | Alexandre Winocq |
| 2006  | Auto      | Chevrolet Silverado | 13e               | Alexandre Winocq |
| 2007  | Auto      | Chevrolet Silverado | Abd. (9éme étape) | Alexandre Winocq |
| 2009  | Auto      | Hummer H3           | 13e               | Alexandre Winocq |
| 2013  | Auto      | Chevrolet Silverado | 22e               | Jean Brucy       |

### Autres épreuves
Catégorie autos
- 24 heures de France 4x4 2001: vainqueur
- Rallye des Pharaons 2010 : vainqueur de la 2e étape[12],[13] avec comme copilote Alexandre Winocq
- Coupe du Monde FIA Tout Terrain deux roues motrices 2010 : vainqueur avec comme copilote Alexandre Winocq[6]
- Rallye du Maroc 2012 : vainqueur avec comme copilote Alexandre Winocq